# Gornje Bukovlje
Gornje Bukovlje – wieś w Chorwacji, w żupanii karlowackiej, w gminie Generalski Stol. W 2011 roku liczyła 232 mieszkańców.